# Les Hôtesses du sexe
Pour plus de détails, voir Fiche technique et Distribution.
Les Hôtesses du sexe ou Les Stewardesses (titre original : Die Stewardessen) est un film suisse réalisé par Erwin C. Dietrich, sorti en 1971.

## Synopsis
Le film est un faux documentaire par épisodes racontant les affaires amoureuses de trois hôtesses de l'air Evelyn, Ingrid et Jenny. Dans chacune des villes où elles atterrissent, elles ont des aventures sexuelles.

## Fiche technique
- Titre : Les Hôtesses du sexe ou Les Stewardesses
- Titre original : Die Stewardessen
- Réalisation : Erwin C. Dietrich
- Scénario : Erwin C. Dietrich
- Musique : Walter Baumgartner
- Photographie : Peter Baumgartner, Andreas Demmer
- Production : Erwin C. Dietrich
- Société de production : VIP
- Société de distribution : Avis Film
- Pays d'origine :  Suisse
- Langue : allemand
- Format : Couleur - 1,85:1 - Mono - 35 mm
- Genre : Érotique
- Durée : 79 minutes
- Dates de sortie :
  -  Allemagne : 19 novembre 1971.
  -  Danemark : 18 octobre 1972.
  -  Japon : 28 octobre 1972.
  -  Finlande : 14 septembre 1973.
  -  France : 22 mai 1974[1].

## Distribution
- Evelyne Traeger : Evelyn
- Ingrid Steeger : Ingrid
- Margrit Siegel : Jenny
- Raphael Britten : David, le copilote
- Detlev Heyse : Farmer
- Bernd Wilczewski : Sven
- Kathrin Heberle : Une hôtesse de l'air
- Andreas Mannkopff : Un spectateur du cinéma
- Ursula Marty : Frances
- Rico Peter : Le portier de l'hôtel

## Production
Le réalisateur Erwin C. Dietrich tourne la même année avec en grande partie la même équipe et les mêmes acteurs (Steeger, Traeger, Wilczewski) Les Gourmandines qui tient cependant du reportage. Les Gourmandines et Les Hôtesses du sexe sont dans le style de Schulmädchen-Report. Dietrich prend les pseudonymes Michael Thomas comme réalisateur et Manfred Gregor comme scénariste.
Comme beaucoup de films érotiques de cette époque, Les Hôtesses du sexe est enregistré sans son, puis doublé. Andreas Mannkopff se double lui-même.

## Source de la traduction
- (de) Cet article est partiellement ou en totalité issu de l’article de Wikipédia en allemand intitulé « Die Stewardessen » (voir la liste des auteurs).